# Ефремово (Гагаринский район)
Ефремово — деревня в Гагаринском районе Смоленской области России. Входит в состав Мальцевского сельского поселения. 
Расположена в северо-восточной части области в 17 км к востоку от Гагарина, в 8 км севернее автодороги М1 «Беларусь», на берегу реки Безерка. В 4 км южнее деревни расположена железнодорожная станция Батюшково на линии Москва — Минск. 

## История
В годы Великой Отечественной войны деревня была оккупирована гитлеровскими войсками в октябре 1941 года, освобождена в марте 1943 года. 